# Jesper Bie
Jesper Henrik Axel Bie (* 11. Dezember 1920; † im 20. Jahrhundert) war ein dänischer Badmintonspieler. 

## Karriere
Jesper Bie gewann 1938 die Herreneinzelkonkurrenz bei den dänischen Einzelmeisterschaften der Junioren. Im gleichen Jahr stand er als 17-Jähriger im Finale der All England, verlor dort jedoch gegen Ralph Nichols. 1943 wurde er dänischer Meister im Herrendoppel mit Børge Frederiksen.

## Sportliche Erfolge
| Saison    | Veranstaltung                                    | Disziplin    | Platz | Name                                                         |
| --------- | ------------------------------------------------ | ------------ | ----- | ------------------------------------------------------------ |
| 1937/1938 | Dänemark: Einzelmeisterschaften der Junioren U19 | Herreneinzel | 1     | Jesper Bie, Københavns BK                                    |
| 1938      | All England                                      | Herreneinzel | 2     | Jesper Bie                                                   |
| 1942/1943 | Dänemark: Einzelmeisterschaften                  | Herrendoppel | 1     | Jesper Bie, Københavns BK / Børge Frederiksen, Skovshoved IF |